# Lightning, l'Étalon blanc
Pour plus de détails, voir Fiche technique et Distribution.
Lightning, l'Étalon blanc (Lightning, the White Stallion) est un film dramatique américain réalisé par William A. Levey et sorti en 1986. Il est scénarisé et produit par Harry Alan Towers.

## Synopsis
Le cheval du riche joueur Barney Ingram, Cloverdale III, est volé par le créancier Emmet Fallon. Le cheval est finalement mis à l'écurie et rebaptisé Lightning, mais à la condition qu'il soit entraîné par un jeune cavalier comme cheval de course.

## Fiche technique
- Titre français : Lightning, l'Étalon blanc (titre VHS)
- Titre original anglais : Lightning, the White Stallion[1]
- Réalisation : William A. Levey
- Scénario : Harry Alan Towers
- Photographie : Steven Shaw
- Montage : Ken Bornstein
- Musique : Maurizio Abeni, Anna-Karin Klockar
- Décors : William Northcott
- Production : Harry Alan Towers
- Société de production : Cannon Films Inc., Cannon International, Mist Entertainment
- Pays de production :  États-Unis
- Langue originale : anglais américain
- Format : couleurs - Son stéréo - 35 mm
- Genre : Drame
- Durée : 95 minutes
- Dates de sortie :
  - États-Unis : août 1986

## Distribution
- Mickey Rooney : Barney Ingram
- Susan George : Madame Rene
- Isabel García Lorca : Stephanie Ward
- Billy Wesley como: Lucas Mitchell
- Martin Charles Warner : Emmett Fallon
- Françoise Pascal : Marie Ward Leeman
- Read Morgan : Harvey Leeman
- Stanley Siegel : Jim Piper
- Jay Rasumny : Johnny
- Debra Berger : Lili Castle
- Murray Langston : Gorman